# Francisco Atanasio Domínguez
Francisco Atanasio Domínguez, né à Mexico, est un missionnaire franciscain et explorateur du sud-ouest des États-Unis en 1776. 

## Biographie
Il rejoint l'ordre franciscain à 17 ans et sert dans diverses missions avant d'être affecté à Santa Fe comme inspecteur des missions du Nouveau-Mexique. 
En 1776, il organise avec un autre franciscain, Silvestre Vélez de Escalante, et huit autres hommes,  une expédition de Santa Fe  vers Monterey en Californie. Pendant cette mission, ils  furent les premiers Blancs à traverser l'Utah. Le groupe  ne réussit pas l'objectif premier de sa mission, trouver un passage à travers les Rocheuses vers la Californie, mais rapporte d'importantes informations, tant topographiques que démographiques et culturelles, en particulier sur les nombreuses tribus indiennes rencontrées. Malgré certaines erreurs, les cartes qui en résultent, dessinées par Bernardo Miera y Pacheco, le cartographe du groupe,  font longtemps référence.